# Benda (famiglia)

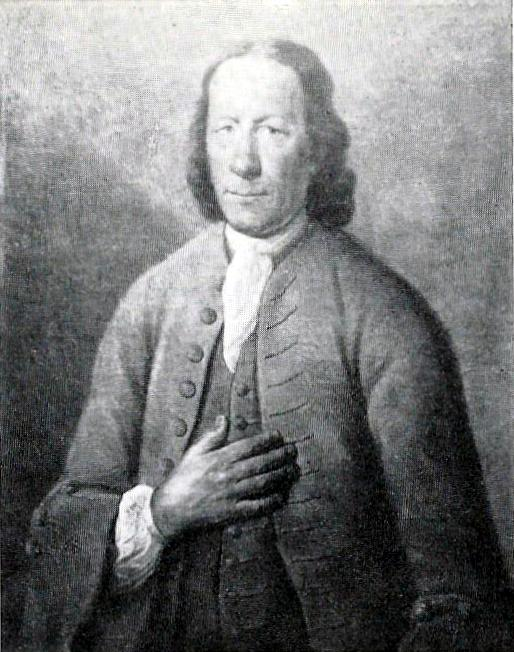
Jan Jiří Benda, noto anche come Hans Georg Benda, fondatore della dinastia di musicisti.

Benda è famiglia di musicisti boemi attiva in Germania, alla quale per diverse generazioni appartennero noti compositori e strumentisti.

## Storia
Jan Jiří Benda (Johann Georg Benda in tedesco; 1686-1757), era un tessitore con la passione della musica che sposò Dorotea Brixi, appartenente a una nota famiglia di musicisti boemi e figlia del cantore del villaggio Heinrich Brixi a Skalsko. I loro figli furono i musicisti di corte František Benda, Jan Jiří Benda, Jiří Antonín Benda e Josef Benda, la cantante di corte Anna Franziska Benda, sposata con Hattash, e il tessitore Viktor Benda.

## Discendenza
- Franz Benda (František in ceco), 1709-1786, compositore e violinista, figlio di Jan Jiří
  - Maria Carolina Benda, 1742-1820, cantante soprano e compositrice, figlia di Franz
  - Friedrich Benda, 1745-1814, compositore e violinista, figlio di Franz
  - Carl Hermann Heinrich Benda, 1749-1836, violinista, figlio di Franz
  - Juliane Benda, 1752-1783, cantante e compositrice, figlia di Franz
- Jan Jiří Benda (1713-1752) (Jan Jiří in ceco), 1714-1752, compositore e violinista, figlio di Jan Jiří
- Georg Benda (Jirí Antonín in ceco), 1722-1795, compositore, figlio di Jan Jiří
- Joseph Benda, 1724-1804, compositore e violinista, figlio di Jan Jiří
  - Friedrich Ernst Benda, 1749-1785, violinista e clavicembalista, figlio di Joseph
  - Friedrich Ludwig Benda, compositore e violinista, figlio di Joseph
- Anna Franziska Benda (Anna Františka in ceco), cantante soprano, figlia di Jan Jiří